# Тирнова (Єдинецький район)
Тирнова (рум. Tîrnova) — село в Єдинецькому районі Молдови. Утворює окрему комуну.
Згідно з даними перепису населення 2004 року в селі проживало 282 українці, що становило майже 14 % всіх мешканців села.

## Історія
За даними етнографічної експедиції 1869—1870 років під керівництвом Павла Чубинського, у селі проживали українці («руснаки»), усе населення розмовляло українською мовою.